# Bezirk Ikšķile
Der Bezirk Ikšķile (Ikšķile novads) war ein Bezirk im Zentrum Lettlands in der historischen Landschaft Vidzeme, der von 2004 bis 2021 existierte. Bei der Verwaltungsreform 2021 wurde der Bezirk aufgelöst, sein Gebiet gehört seitdem zum Bezirk Ogre.

## Geographie
Das Gebiet lag am Nordufer der Düna, die hier für das hydroelektrische Kraftwerk Riga aufgestaut ist. 

## Bevölkerung
Der Bezirk bestand aus einer Gemeinde (pagasts). Das Verwaltungszentrum war in Ikšķile. 9888 Einwohner lebten 2020 im Bezirk Ikšķile.

## Nachweise
1. ↑  Vides aizsardzības un reģionālās attīstības ministrija (Ministerium für Naturschutz und Regionalentwicklung), Karten und Auflistung der Verwaltungseinheiten, abgerufen am 18. Juli 2021
2. ↑  Bevölkerung der Regionen, Städte und Bezirke Centrālā statistikas pārvalde (Statistisches Amt der Republik Lettland), abgerufen am 20. März 2021.